# 亞當

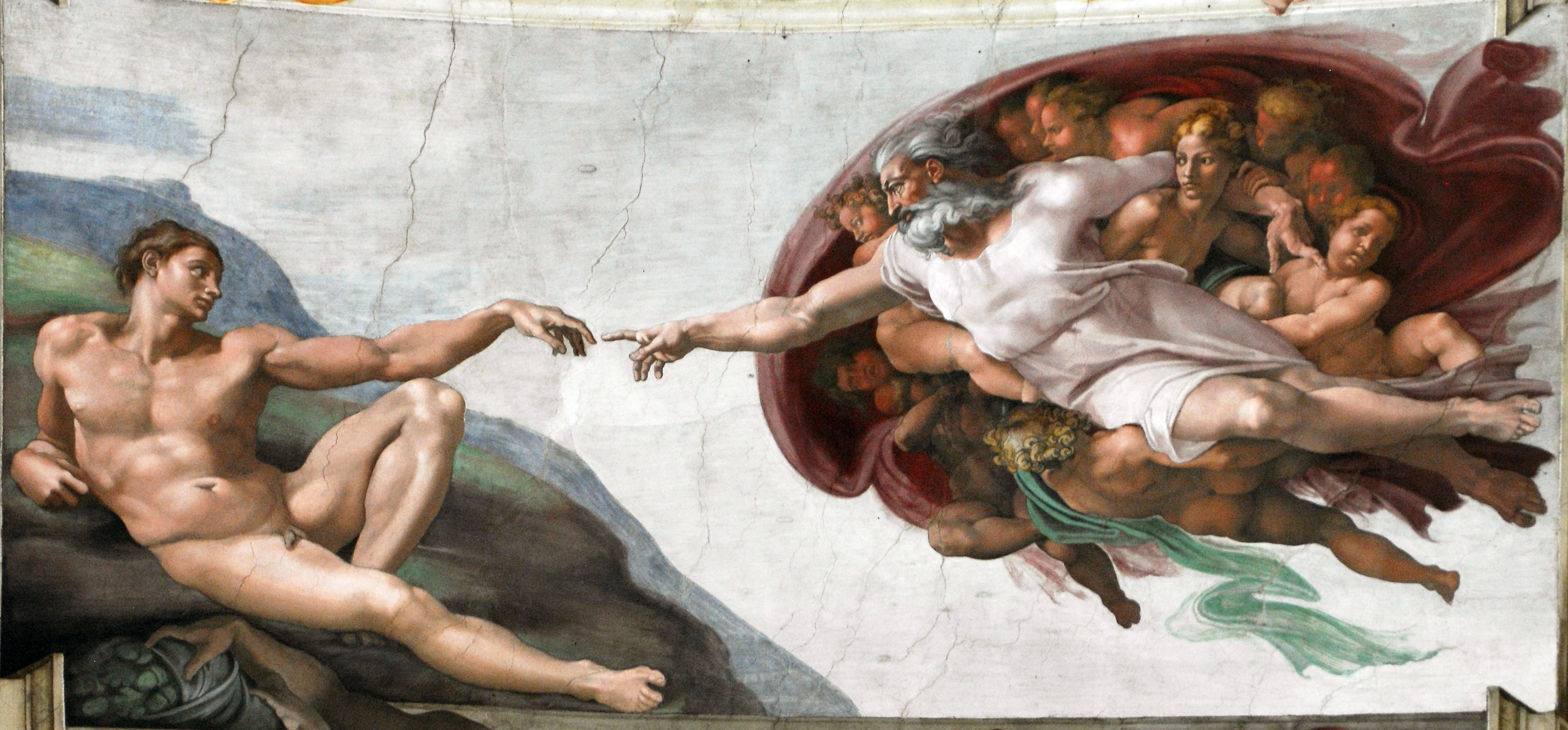
米開朗基羅的《創造亞當》，屬於西斯廷礼拜堂壁畫《创世纪》的一部分。米開朗基羅將耶和華創造亞當的情況展示，同時將夏娃畫成是從亞當的手臂造出來的。雖然這並不完全符合《聖經·創世紀》的記載，此壁畫仍然是西方藝術中，有關亞當與夏娃創造的最著名藝術作品。

亚当（希伯來語：אָדָם，ʼAdam，ʾĀḏām，羅馬化：ʾĀdam，羅馬化：Adám；前4026年—前3096年），伊斯兰教汉译为阿丹，是世人的意思。按照希伯来圣经的记载，是耶和华神按照自己的形象所创造的第一个世人。
亞當是神用塵土所創造，神將生氣吹在他鼻孔裡，他就成了有靈的活人，名叫亞當（創世紀2:7）。神創造亞當後看他一人獨居不好，想為他造一個配偶幫助他，於是取他的肋骨造了夏娃（創世紀2:18-23）。亞當與女人（夏娃）住在伊甸园，修理及看守神的园子。神告诉亚当他可以吃园中各样的眾多果子，唯有分别善恶树的果子不可以吃，吃了就必定死。但狡猾的蛇誘騙女人，即使吃了不僅不會死，還可以像上帝有智慧。女人於是被迷惑，违背命令吃了果子，女人吃了果子後又把果子給她的丈夫亞當吃。二人吃了果子後，就有了不一樣的眼光，看見自己赤身露體便覺得羞恥，遂用無花果樹的葉子編織成裙子遮蔽下體，藏在樹木中躲避神的面（創世紀3:1-13）。二人被神發現後，耶和華就對他們違背的行為作出懲罰：「女性生產必會經歷產痛，女性必會因為戀慕丈夫而痛苦不堪，男性必終身勞苦才能從地裡得吃的（耕種）」，之後二人被神逐出伊甸園。據聖經紀載亞當活了九百三十岁（創世紀5:5）。
《古兰经》的记载也大体相同，只不过不是根据真主的肖像，以及不是取肋骨造人。《古兰经》中认为人生来是无罪的。伊斯兰教徒据信亚当乃在色法尔月（صفر，即伊斯兰历二月）期间被逐出伊甸园。

## 名字释义

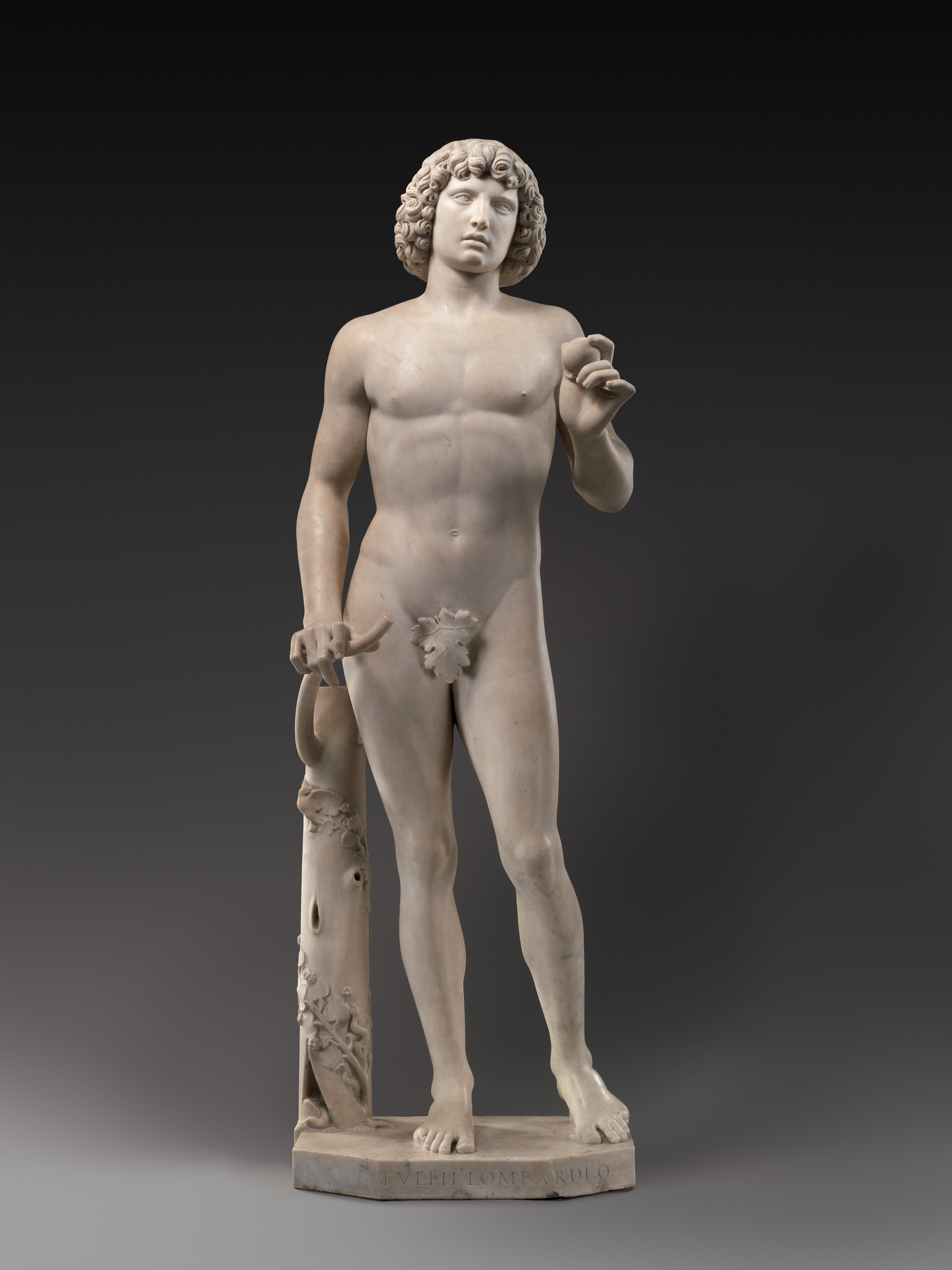
涂利歐·隆巴多作品《亞當》，約1490至1495年

亚当（希伯來語：אָדָם，转写：ʼAdam）其实就是希伯来文的人/人类这个词，因为在人最初被造的时候，亚当就是人，人就是亚当（转写为ha'adam），加冠词并且上下文清楚的时候作为专有名词，指亚当。但不同译本在处理上有时候也有出入，比如，
亚当给他妻子起名叫夏娃，因为她是众生之母。——创世记3:20，和合本
这里这个“ha'adam”是加了冠词前缀的，但中文和合本，新译本，英文NIV、KJV都译作“Adam”（亚当），而ASV、NASB译作“the man”（那人）。
当这个名字被译为希腊语在新约圣经中出现的时候，“亚当”（羅馬化：Adám）和“人”（羅馬化：ánthropos）便成了两个不同的字。
亞當在路加福音3:38被稱為「神的兒子（Son of God）」，由泥土而出。
而耶穌也是神的兒子，他藉着感孕在童女瑪利亞的子宮內，由子宮而出，故不僅是「神的兒子」，又是「人（玛利亚）的兒子（Son of man）」。

## 生平

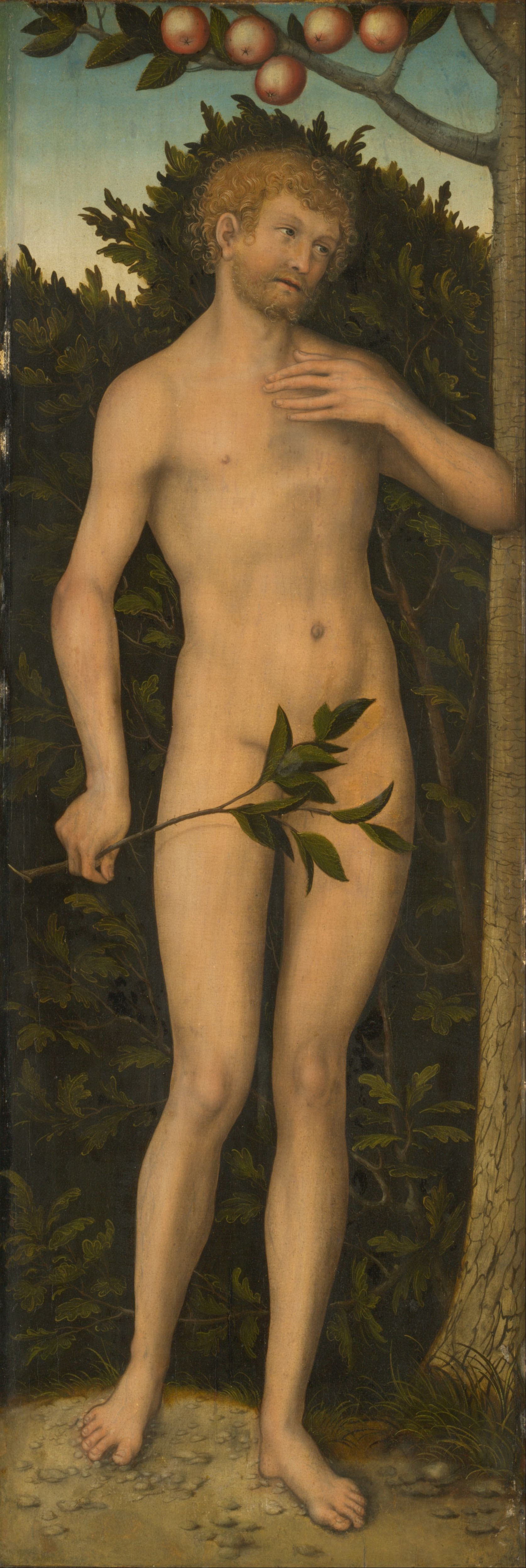
《亚当》，老盧卡斯·克拉納赫作品

### 被造
按照希伯來聖經的記載，耶和華神按照自己的形象造人，要他們生養眾多，治理這地，可以隨意吃伊甸園中的果子，只是不可吃分別善惡樹上的果子。
神說：「我們要照著我們的形像、按著我們的樣式造人，使他們管理海裏的魚、空中的鳥、地上的牲畜，和全地，並地上所爬的一切昆蟲。」 神就照著自己的形像造人，乃是照著他的形像造男造女。 神就賜福給他們，又對他們說：「要生養眾多，遍滿地面，治理這地，也要管理海裏的魚、空中的鳥，和地上各樣行動的活物。」——創世記1:26-28，和合本神版
創世記第二章有更詳細的記載，亞當是首先被造，後來才又造了夏娃。
耶和華神用地上的塵土造人，將生氣吹在他鼻孔裏，他就成了有靈的活人，名叫亞當。耶和華神在東方的伊甸立了一個園子，把所造的人安置在那裏……耶和華神將那人安置在伊甸園，使他修理，看守。耶和華神吩咐他說：「園中各樣樹上的果子，你可以隨意吃， 只是分別善惡樹上的果子，你不可吃，因為你吃的日子必定死！」——創世記2:7-8、15-16，和合本神版

### 伊甸園
後來耶和華為亞當造了他的配偶。
耶和華神說：「我要為他造一個配偶幫助他。」……耶和華神使他沉睡，他就睡了；於是取下他的一條肋骨，又把肉合起來。 耶和華神就用那人身上所取的肋骨造成一個女人，領她到那人跟前。 那人說：這是我骨中的骨，肉中的肉，可以稱她為「女人」，因為她是從「男人」身上取出來的。因此，人要離開父母，與妻子連合，二人成為一體。——創世記2:18、21-24，和合本神版
後來蛇引誘人，說吃了分辨善惡樹的果子“你們不一定死”，而不是如耶和華所說“你吃的日子必定死”，亞當與夏娃選擇了相信蛇：
耶和華神所造的，惟有蛇比田野一切的活物更狡猾。蛇對女人說：「神豈是真說不許你們吃園中所有樹上的果子嗎？」 女人對蛇說：「園中樹上的果子，我們可以吃， 惟有園當中那棵樹上的果子，神曾說：『你們不可吃，也不可摸，免得你們死。』」蛇對女人說：「你們不一定死； 因為神知道，你們吃的日子眼睛就明亮了，你們便如神能知道善惡。」 於是女人見那棵樹的果子好作食物，也悅人的眼目，且是可喜愛的，能使人有智慧，就摘下果子來吃了，又給她丈夫，她丈夫也吃了。——創世記3:1-6，和合本神版
這之後亞當和夏娃就被神逐出了伊甸園，最後死去。
神又對亞當說：“你既聽從妻子的話，吃了我所吩咐你不可吃的那樹上的果子，地必為你的緣故受咒詛；你必終身勞苦才能從地裏得吃的。地必給你長出荊棘和蒺藜來；你也要吃田間的菜蔬。你必汗流滿面才得糊口，直到你歸了土，因為你是從土而出的。你本是塵土，仍要歸於塵土。”亞當給他妻子起名叫夏娃，因為她是眾生之母。 耶和華神為亞當和他妻子用皮子做衣服給他們穿。——創世記3:17-21，和合本神版

### 生養後代
聖經中記載了亞當和夏娃生養的三個孩子，先是該隱和亞伯，後來該隱殺死亞伯，被神放逐，亞當和夏娃後來又生了塞特（意思說：「神另給我立了一個兒子代替亞伯，因為該隱殺了他。」）。亞當和夏娃應該還生有許多其他子女，因為該隱殺死亞伯之後害怕“凡遇見我的必殺我”，可見那時已經不只是他們兩兄弟了。不過其它人類的存在，未必是由亞當和夏娃所生，亦有可能是比照亞當模式，被神創造出神的兒子們；或是比照夏娃模式，由肋骨無性生殖出女兒。但由於創世記3:20把夏娃稱為眾生之母，以上的可能性不大。根据创世纪所说神就照着自己的形像造人，“乃是照着他的形像造男造女。神就赐福给他们，又对他们说：“要生养众多，遍满地面，治理这地，也要管理海裡的魚、空中的鸟，和地上各样行动的活物。”上帝应该造了众多的男人和女人，让亚当看守伊甸园，并造了夏娃。
亞當活了930歲才死去。